# Ванаті
Ванаті (груз. ვანათი) — село в Грузії.
За даними перепису населення 2014 року в селі проживає 510 осіб.